# ムハンマド1世 (後ウマイヤ朝)
ムハンマド1世（アラビア語: محمد بن عبد الرحمن الأوسط, 822年 - 886年）は、後ウマイヤ朝の第5代アミール（在位：852年 - 886年）。

## 生涯
ムハンマドはコルドバで生まれた。その治世には、ムラディ（イベリア出身のイスラム教徒）とモサラベ（キリスト教徒）のいくつかの反乱と分離運動が起こった。
ムーサー・ブン・ムーサーに率いられたムラディのカシー家はナバラ王国のイニゴ家と同盟を結んで反乱を起こし、（ムハンマド1世とアストゥリアス王オルドーニョ1世に続く）「スペインの3番目の王」と自ら名乗った。反乱を起こしたウマイヤ朝の将校イブン・マルワーン・アルジッリーキーはメリダに戻り、ムハンマド1世に対しても反乱を起こした。ムハンマド1世は反乱を鎮圧することができず、875年にイブン・マルワーンに対し自由都市（現在のエストレマドゥーラ州のバダホス）を建設することを許可した。最終的にトレドの町はオルドーニョ1世の支援を受け反乱を起こしたが、グアダラセテの戦いにおいて敗北した。
ムハンマド1世は西フランク王であるシャルル禿頭王と外交交渉を行い、865年にラクダを送った。
880年、西ゴートあるいはアフリカ出身のウマル・ブン・ハフスーンも反乱を起こし、928年にアブド・アッラフマーン3世のもとで鎮圧された。
ムハンマド1世は886年に死去し、息子ムンジルが跡を継いだ。